# Kevin McNally
Kevin Robert McNally (Bristol, 27 aprile 1956) è un attore britannico, noto a livello internazionale per aver interpretato Joshamee Gibbs nella serie cinematografica Pirati dei Caraibi.

## Filmografia

### Cinema
- La spia che mi amava (The Spy Who Loved Me), regia di Lewis Gilbert (1977)
- Quel lungo venerdì santo (The Long Good Friday), regia di John Mackenzie (1980)
- Enigma - Il codice dell'assassino (Enigma), regia di Jeannot Szwarc (1982)
- Interno berlinese (The Berlin Affair), regia di Liliana Cavani (1985)
- Grido di libertà (Cry Freedom), regia di Richard Attenborough (1987)
- Spice Girls - Il film (Spice World), regia di Bob Spiers (1997)
- Sliding Doors, regia di Peter Howitt (1998)
- La leggenda del pianista sull'oceano, regia di Giuseppe Tornatore (1998)
- Entrapment, regia di Jon Amiel (1999)
- When The Sky Falls, regia di John Mackenzie (2000)
- High Heels and Low Lifes, regia di Mel Smith (2001)
- Johnny English, regia di Peter Howitt (2003)
- La maledizione della prima luna (Pirates of the Caribbean: The Curse of the Black Pearl), regia di Gore Verbinski (2003)
- Il fantasma dell'Opera (The Phantom of the Opera), regia di Joel Schumacher (2004)
- De-Lovely - Così facile da amare (De-Lovely), regia di Irwin Winkler (2004)
- Dead Fish, regia di Charley Stadler (2005)
- Pirati dei Caraibi - La maledizione del forziere fantasma (Pirates of the Caribbean: Dead Man's Chest), regia di Gore Verbinski (2006)
- Scoop, regia di Woody Allen (2006)
- Pirati dei Caraibi - Ai confini del mondo (Pirates of the Caribbean: At World's End), regia di Gore Verbinski (2007)
- Operazione Valchiria (Valkyrie), regia di Bryan Singer (2008)
- Pirati dei Caraibi - Oltre i confini del mare (Pirates of the Caribbean: On Stranger Tides), regia di Rob Marshall (2011)
- The Raven, regia di James McTeigue (2012)
- Bounty Killer, regia di Henry Saine (2013)
- 500 Miles North, regia di Luke Massey (2014)
- Legend, regia di Brian Helgeland (2015)
- L'uomo che vide l'infinito (The Man Who Knew Infinity), regia di Matthew Brown (2015)
- Pirati dei Caraibi - La vendetta di Salazar (Pirates of the Caribbean: Dead Men Tell No Tales), regia di Joachim Rønning e Espen Sandberg (2017)
- Robert the Bruce - Guerriero e re (Robert the Bruce), regia di Richard Gray (2019)
- You Really Got Me, regia di Hayley Osborne (2021)
- Decrypted, regia di Tom Sands (2021)
- Painted Beauty, regia di Rob Prior (2021)
- On Your Behalf, regia di Ana Garcia Rico (2022)
- Curse of the Macbeths, regia di Angus Macfadyen (2022)
- Musketeer, regia di Philip Shaw (2022)
- Appartamento 7A (Apartament 7A), regia di Natalie Erika James (2024)

### Televisione
- Io Claudio imperatore (I, Claudius) – miniserie TV (1976)
- I sopravvissuti (Survivors) – serie TV, 1 episodio (1976)
- Poldark – serie TV, 13 episodi (1977)
- La duchessa di Duke Street (The Duchess of Duke Street) – serie TV, 1 episodio (1977)
- Masada – miniserie TV (1981)
- Diana – serie TV, 8 episodi (1984)
- The Contract – serie TV, 3 episodi (1988)
- Bottom – serie TV, 1 episodio (1991)
- Screen Two – serie TV, 1 episodio (1992)
- Full Stretch – serie TV, 6 episodi (1993)
- A Bit of Fry and Laurie – serie TV, 1 episodio (1995)
- Ghosts – serie TV, 1 episodio (1995)
- Underworld – serie TV, 5 episodi (1997)
- Dad – serie TV, 13 episodi (1997-1999)
- Up Rising – miniserie TV (1999)
- Conspiracy - Soluzione finale (Conspiracy), regia di Frank Pierson – film TV (2001)
- Shackleton – miniserie TV (2002)
- Life on Mars – serie TV, episodi 2x01-2x02 (2006)
- Lady D, regia di John Strickland – film TV (2007)
- L'ispettore Barnaby (Midsomer Murders) – serie TV, episodi 2x04-13x06 (1999-2010)
- Downton Abbey – serie TV, 3 episodi (2011-2012)
- Supernatural – serie TV, 4 episodi (2011-2012)
- 24 – serie TV, episodio 9x12 (2014)
- Turn: Washington's Spies – serie TV, 40 episodi (2014-2017)
- Designated Survivor – serie TV, 6 episodi (2016-2017)
- Maigret – serie TV, 1 episodio (2017)
- Unforgotten – serie TV, 6 episodi (2018)
- The Outpost – serie TV, 6 episodi (2018)
- Das Boot – serie TV, 6 episodi (2018-2020)
- Agatha Christie - La serie infernale (The ABC Murders), regia di Alex Gabassi – miniserie TV (2018)
- Caterina la Grande (Catherine the Great), regia di Philip Martin – miniserie TV (2019)
- The Crown – serie TV, puntata 4x10 (2020)
- Doctor Who – serie TV, 3 episodi (2021)
- Ten Percent – serie TV, 1 episodio (2022)
- Il giovane ispettore Morse (Endeavour) – serie TV, episodio 9x02 (2023)
- Testimoni silenziosi (Silent Witness) – serie TV, episodi 27x03-27x04 (2024)
- Alex Rider – serie TV, episodi 3x01-3x05-3x06 (2024)
- Miss Austen, regia di Aisling Walsh – miniserie TV (2025)

### Doppiatore
- Pirati dei Caraibi - Ai confini del mondo – videogioco (2007)
- Assassin's Creed III – videogioco (2012)
- Kingdom Hearts III – videogioco (2019)
- The Wingfeather Saga – serie animata, 12 episodi (2022-2024)
- La nostra piccola fattoria (Lovely Little Farm) – serie TV, 6 episodi (2023)

## Doppiatori italiani
Nelle versioni in italiano delle opere in cui ha recitato, Kevin McNally è stato doppiato da:
- Saverio Indrio in Conspiracy - Soluzione finale, Johnny English, Pirati dei Caraibi - La maledizione della prima luna, Pirati dei Caraibi - La maledizione del forziere fantasma, Pirati dei Caraibi - Ai confini del mondo, Lady D, Pirati dei Caraibi - Oltre i confini del mare, Supernatural, Pirati dei Caraibi - La vendetta di Salazar, Agatha Christie - La serie infernale
- Stefano Mondini ne Il fantasma dell'Opera, Burn Notice - Duro a morire
- Pasquale Anselmo in Scoop, Eddie Loves Mary
- Stefano De Sando in The Good Fight, High Heels and Low Lifes
- Carlo Valli in Operazione Valchiria, Apartment 7A
- Giampaolo Saccarola in La duchessa di Duke Street
- Luciano Marchitiello in Grido di libertà
- Claudio Fattoretto in The Raven
- Gerolamo Alchieri in De-Lovely
- Sandro Acerbo in Interno berlinese
- Cesare Barbetti ne La leggenda del pianista sull'oceano
- Saverio Moriones in CSI - Scena del crimine
- Michele Kalamera in Life on Mars
- Vittorio Di Prima in Miss Marple
- Massimo De Ambrosis in Jekyll & Hyde
- Edoardo Siravo in Downton Abbey
- Franco Zucca in Legend
- Paolo Buglioni ne L'uomo che vide l'infinito
- Luca Graziani in Fleabag
- Enzo Avolio in Designated Survivor
- Alessandro Rossi in Maigret
- Ambrogio Colombo in Das Boot
- Paolo Marchese in Caterina la Grande

Da doppiatore è sostituito da:
- Tony Fuochi in Assassin's Creed III